# Tom Jones (1963.)
Tom Jones je britanska komedija iz 1963., adaptacija novele The History of Tom Jones, a Foundling
iz 1749. godine s Albertom Finneyjem u glavnoj ulozi. Film je osvojio četiri Oscara, uključujući i Oscara za najbolji film.
Godine 1999. Britanski filmski institut svrstao ga je na 51. mjesto najvećih britanskih filmova 20. stoljeća.

## Radnja
Radnja se događa u Engleskoj u 18. stoljeću. Plemeniti Allworthy pronalazi novorođenče u svom krevetu, koje dobiva ime Tom Jones. Dijete odrasta u plemićevoj kući s Blifilom, Allworthyjevim unukom. Kao odrasli, Tom i Blifil razvijaju snažno rivalstvo zbog Blifilove ljubomore na pažnju lijepe i bogate Sophie Western koju pokazuje Tomu. Sophiena obitelj također ometa brak između dvoje mladih. Tom je mlad, bezbrižan, pun života i doslovno izluđuje svaku ženu oko sebe. Zavidan i nepravedan, Blifil i dvojica njegovih suputnika prisiljavaju Toma da napusti kuću i ode u London u potrazi za bogatstvom.
Jednom zgodom na putu Tom doživljava razne pustolovine: sve njegove stvari su ukradene, upoznaje svoju navodnu majku i spašava je od mučitelja smrtonosnim dvobojem. U međuvremenu, Sophie, nakon Tomovog istjerivanja, ide u potragu za njim i njih dvoje susreću se u gostionici u Londonu. Toma na kraju uhvate dva čuvara koje je Blifil unajmio i osude na smrt vješanjem, ali Allworthy prima pismo u kojem objašnjava istinitu priču o Tomu i njegovoj prošlosti, jasno dajući do znanja tko su mu pravi roditelji. Nakon ove objave, Blifilove obmane su konačno otkrivene i Tom je, nakon što je dobio pomilovanje preko gospodina Allworthyja, oslobođen na vrijeme i na kraju se zaručuje sa Sophie, uz blagoslov gospodina Westerna.

## Glumačka postava
- Albert Finney kao Tom Jones
- Susannah York kao Sophie Western
- Hugh Griffith kao Squire Western
- Edith Evans kao Miss Western
- Joan Greenwood kao Lady Bellaston
- Diane Cilento kao Molly Seagrim
- George Devine kao Squire Allworthy
- David Tomlinson kao Lord Fellamar
- Rosalind Atkinson kao gđa. Millar
- Wilfrid Lawson kao Black George
- Rosalind Knight kao gđa. Fitzpatrick
- Jack MacGowran kao Partridge
- Freda Jackson kao gđa. Seagrim
- David Warner kao Blifil
- Joyce Redman kao gđa. Waters/Jenny Jones
- James Cairncross kao Parson Supple
- Rachel Kempson kao Bridget Allworthy
- Peter Bull kao Thwackum
- Angela Baddeley kao gđa. Wilkins
- George A. Cooper kao Fitzpatrick
- Jack Stewart kao MacLachlan
- Patsy Rowlands kao Honour
- John Moffatt kao Square
- Avis Bunnage kao Innkeeper
- Mark Dignam kao Lieutenant
- Michael Brennan kao Jailer at Newgate
- Lynn Redgrave kao Susan (njen prvi nastup na filmu)
- Redmond Phillips kao Lawyer Dowling
- Julian Glover kao Northerton+

## Produkcija
Nakon neočekivanog uspjeha nekih niskobudžetnih produkcija (A Taste of Honey i Usamljenost trkača na duge staze), redatelju Tonyju Richardsonu United Artists je odobrio financiranje pikantne verzije Fieldingovog romana. Scenarij je napisao poznati dramatičar John Osborne.

## Nagrade i priznanja
- 1964. - Oscari
  - Tony Richardson za Najbolji film i Najboljeg redatelja
  - John Osborne za Najbolji adaptirani scenarij
  - John Addison za Najbolju originalnu glazbu
  - Nominiran za najboljeg glavnog glumca, Albert Finney
  - Nominiran za najboljeg sporednog glumca, Hugh Griffith
  - Nominirana za Najbolju sporednu glumicu, Diane Cilento
  - Nominirana za Najbolju sporednu glumicu, Edith Evans
  - Nominirana za Najbolju sporednu glumicu, Joyce Redman
  - Nominiran za najbolju scenografiju, Ralph W. Brinton, Ted Marshall, Jocelyn Herbert i Josie MacAvin

## Vanjske poveznice
- Tom Jones u internetskoj bazi filmova IMDb-a (engl.)